# 小田中章浩
小田中 章浩（おだなか あきひろ、1958年11月10日 - ）は、日本の演劇学者、大阪市立大学文学研究科教授。

## 略歴
岡山県生まれ。早稲田大学文学部卒業。同大学院文学研究科芸術学演劇専攻博士課程在学中にベルギー・フランス政府給費留学生、単位取得退学。1999年岡山理科大学助教授、2006年大阪市立大学文学研究科助教授、翌年准教授。2008年「現代演劇の地層 フランス不条理劇生成の基盤を探る」で早大博士（文学）。2009年より大阪市立大学文学研究科教授。2011年『現代演劇の地層』で日本演劇学会河竹賞受賞。専門分野：現代フランス演劇を中心とするモダンドラマの研究、表象文化論。2018年4月より大阪市立大学副学長＜国際交流担当＞。大阪市立大学国際センター所長。

## 著書
- 『文章の設計図を用いた「読ませる」小論文の作成技法』（丸善） 2002年
- 『現代演劇の地層 フランス不条理劇生成の基盤を探る』（ぺりかん社） 2010年
- 『フィクションの中の記憶喪失』（世界思想社） 2013年
- 『モダンドラマの冒険』（和泉書院） 2014年
- 『戦争と劇場　第一次世界大戦とフランス演劇』(水声社)　2023年

## 翻訳
- 『オーストラリアのことば 豪州話法完全解剖』（A・G・ミッチェル, A・デルブリッジ、沢田敬也, 沢田敬人共訳、オセアニア出版社） 1998年

## 参考
- [ISBN　978-4-8315-1258-1]
- 大阪市立大学